# John Broome (Comicautor)
John Broome (* 4. Mai 1913; † 14. März 1999 in Chiang Mai, Thailand) war ein US-amerikanischer Comicautor, der auch unter den Pseudonymen John Osgood und Ray Meritt schrieb. Berühmt wurde Broome als geistiger Vater der Comicfiguren Green Lantern, Guy Gardner und The Flash.

## Leben
Broome begann seine schriftstellerische Karriere als Autor von Science-Fiction-Romanen. Auf Drängen seines Freundes und ehemaligen Agenten Julius Schwartz wechselte er schließlich 1945/46 ins Comic-Fach. Namentlich begann er für den amerikanischen Verlag DC-Comics, für den Schwartz editorisch tätig war, zu schreiben.
In den 1950er und 1960er Jahren schuf Broome sowohl den skurrilen Humor-Charakter Detective Chimp, dessen Geschichten er sieben Jahre lang, von 1952 bis 1959 verfasste, verfasste aber auch zahlreiche Abenteuer- und Superhelden-Serien wie Per Degaton und The Atomic Knights. Darüber hinaus ersann er den humoristischen Superhelden Elongated Man, einen Privatdetektiv mit der Fähigkeit seinen Körper wie Knet- oder Gummimasse zu dehnen und zu zerren.
Broomes einflussreichste Arbeiten für DC waren aber zweifelsohne die von ihm über lange Jahre als Autor betreuten Superhelden-Serien Green Lantern und The Flash. Beide Serien waren während des Zweiten Weltkrieges extrem erfolgreich gestartet worden und bis in die späten 1940er Jahre äußerst erfolgreich gewesen. In der Nachkriegszeit waren sie jedoch wegen rückläufiger Nachfrage eingestellt worden und allmählich der Vergessenheit anheimgefallen. Broome griff die Namen Green Lantern und Flash sowie einzelne Konzept-Elemente der beiden alten Serien in den späten 1950er Jahren wieder auf und integrierte diese in zwei neue, die alten Titel zwar wiederbelebende, de facto aber von völlig anderen Charakteren handelnde Serien. Dem neuen Flash, Barry Allen (Silver Age Flash), und der neuen Green Lantern, Hal Jordan (Silver Age Green Lantern), zwei eigens von ihm ersonnene bis heute äußerst populär gebliebene Comic-Figuren, stellte Broome neue Nebenfiguren und Schurken zur Seite. Außerdem bettete er sie in neue Settings ein und gab ihnen dezidiert andere Hintergrundgeschichten als den früheren Trägern der Namen. Seine wichtigsten künstlerischen Kollaborateure waren die Zeichner Gil Kane, der den Großteil von Broomes Green-Lantern-Geschichten visualisierte, und Carmine Infantino, der Broomes Flash-Geschichten in Bilder fasste.
1970 beendete Broome seine Karriere als Comicautor und begann als Englischlehrer in Tokyo zu arbeiten.

## Preise
Zu den zahlreichen Preisen die Broome für seine Arbeiten erhielt zählt unter anderem der Alley Award für die Beste Kurzgeschichte 1964, den er für die Story Doorway to the Unknown! aus Flash #148 erhielt.
| Personendaten    | Personendaten                |
| ---------------- | ---------------------------- |
| NAME             | Broome, John                 |
| ALTERNATIVNAMEN  | Osgood, John; Meritt, Ray    |
| KURZBESCHREIBUNG | US-amerikanischer Comicautor |
| GEBURTSDATUM     | 4. Mai 1913                  |
| STERBEDATUM      | 14. März 1999                |
| STERBEORT        | Chiang Mai, Thailand         |